# St-Nonna (Penmarch)

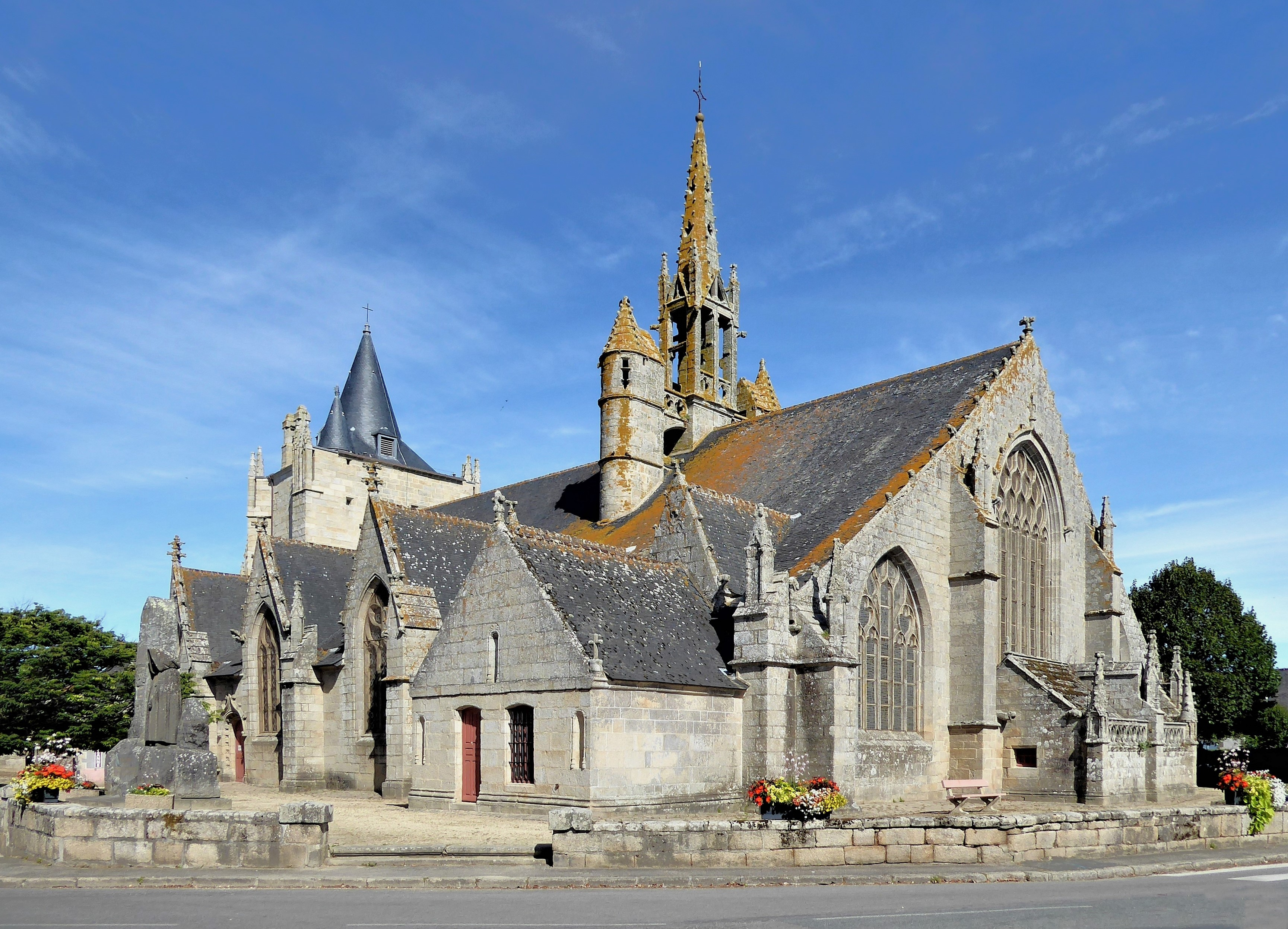
St-Nonna, Blick zum Chor

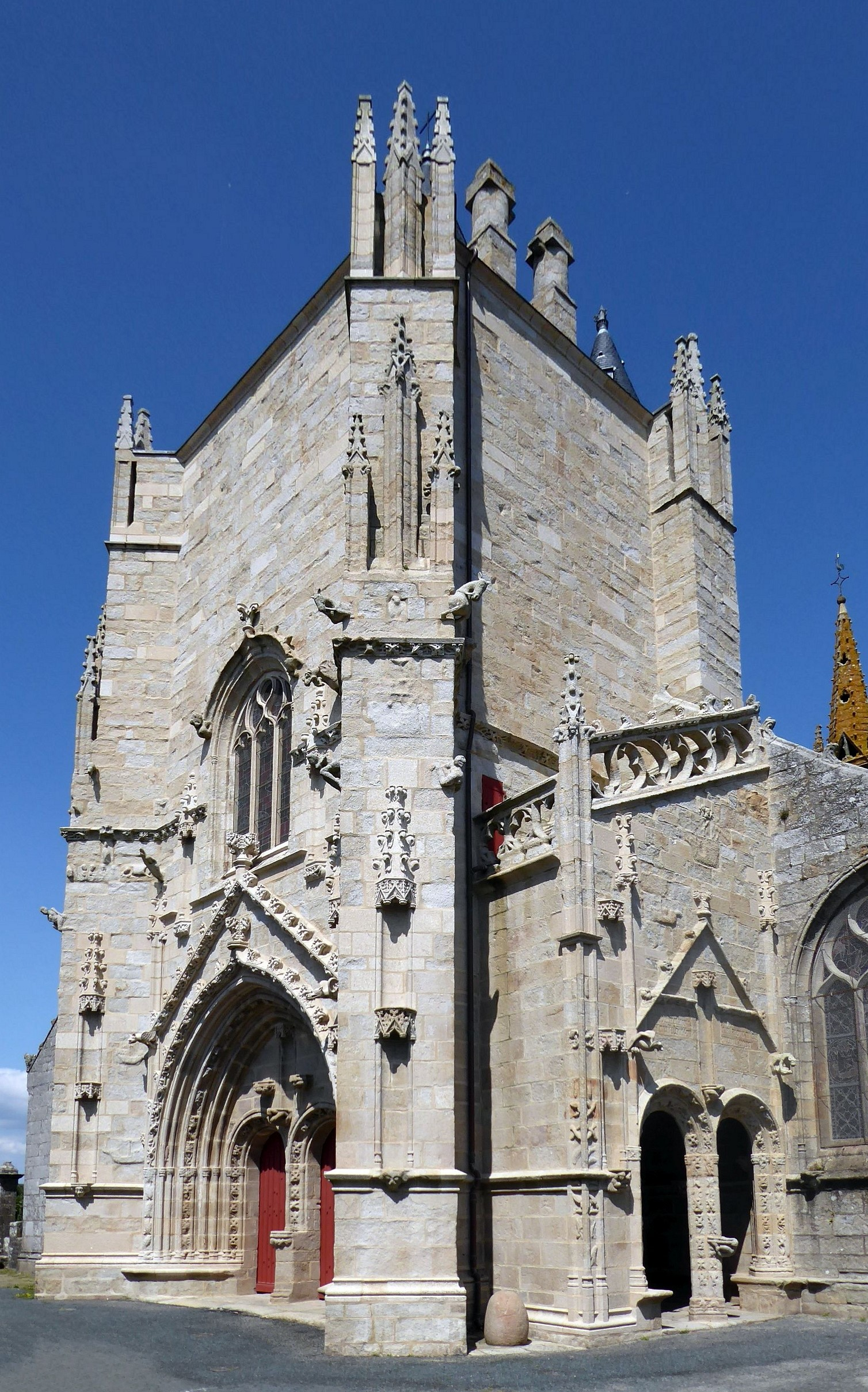
St-Nonna, der Westturm

St-Nonna ist die römisch-katholische Pfarrkirche von Penmarch in der Bretagne. Die Kirche ist seit 1862 als Monument historique klassifiziert.

## Geschichte
Die dem bretonischen Lokalheiligen Nonna geweihte Kirche wurde 1508 an Stelle eines Vorgängerbaus im Stil der Flamboyantgotik errichtet. Die dreischiffige Kirche erreicht eine Länge von 50 Metern, über der Vierung erhebt sich ein Dachreiter, der Chor schließt gerade. Der Turm ist unvollendet, sein Bau wurde wegen Geldmangels eingestellt.